# Tufo (Kampanien)

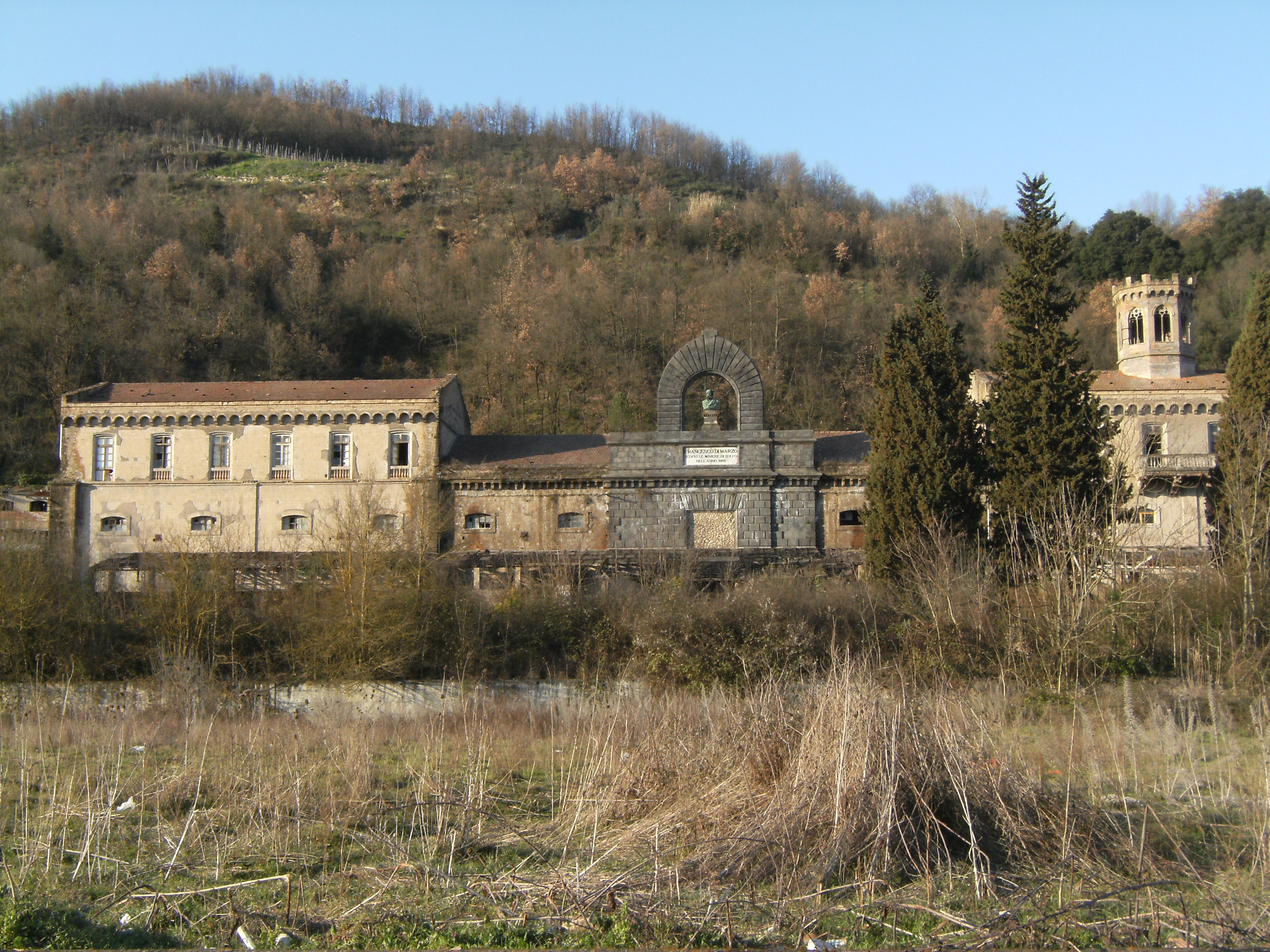
Gebäude einer Schwefelmine bei Tufo

Tufo ist eine italienische Gemeinde mit 779 Einwohnern (Stand 31. Dezember 2023) in der Provinz Avellino in der Region Kampanien.

## Geografie
Die Nachbargemeinden sind Altavilla Irpina, Petruro Irpino, Prata di Principato Ultra, Santa Paolina und Torrioni. Die Ortsteile lauten  San Paolo, Santa Lucia und Santo Stefano.

## Wirtschaft
Auf dem Gemeindegebiet von Tufo und in acht Nachbargemeinden wird »Greco di Tufo DOCG« hergestellt. Dies sind berühmte Weiß- oder Schaumweine, die hauptsächlich aus der Rebsorte Greco Bianco bestehen. Im Jahr 2019 wurden 27.407 Hektoliter DOCG-Wein erzeugt.

## Infrastruktur

### Straße
- Autobahnausfahrt Avellino-ovest A16 Neapel–Canosa
- Via Appia
- Staatsstraße Salerno–Morcone

### Bahn
- Der Ort hat einen eigenen Anschluss zur Bahnstrecke Salerno–Avellino–Benevento.

### Flug
- Flughafen Neapel